# Løten (localitate)
Løten este o localitate din comuna Løten, provincia Hedmark, Norvegia, cu o suprafață de 1,9 km² și o populație de 2.730 locuitori (2013).